# Christuskerk (The Bottom)
De Christuskerk (Engels: Christ Church) is een kerk in The Bottom, de hoofdplaats van het Caribisch-Nederlandse eiland Saba. Ze behoort tot de anglicaanse stroming van het protestantisme.

## Geschiedenis
De precieze datum waarop de kerk gebouwd werd, is nog onduidelijk. Vast staat dat de Christuskerk gerenoveerd werd in 1777, nadat ze beschadigd werd door een orkaan in 1772. In hetzelfde jaar 1777 vroeg pastor Kirkpatrick de Nederlandse commandeur Johannes de Graaff ook om toestemming om de Anglicaanse Kerk officieel op te richten op Saba. De kerk is het oudste bestaande gebouw op Saba.

## Galerij

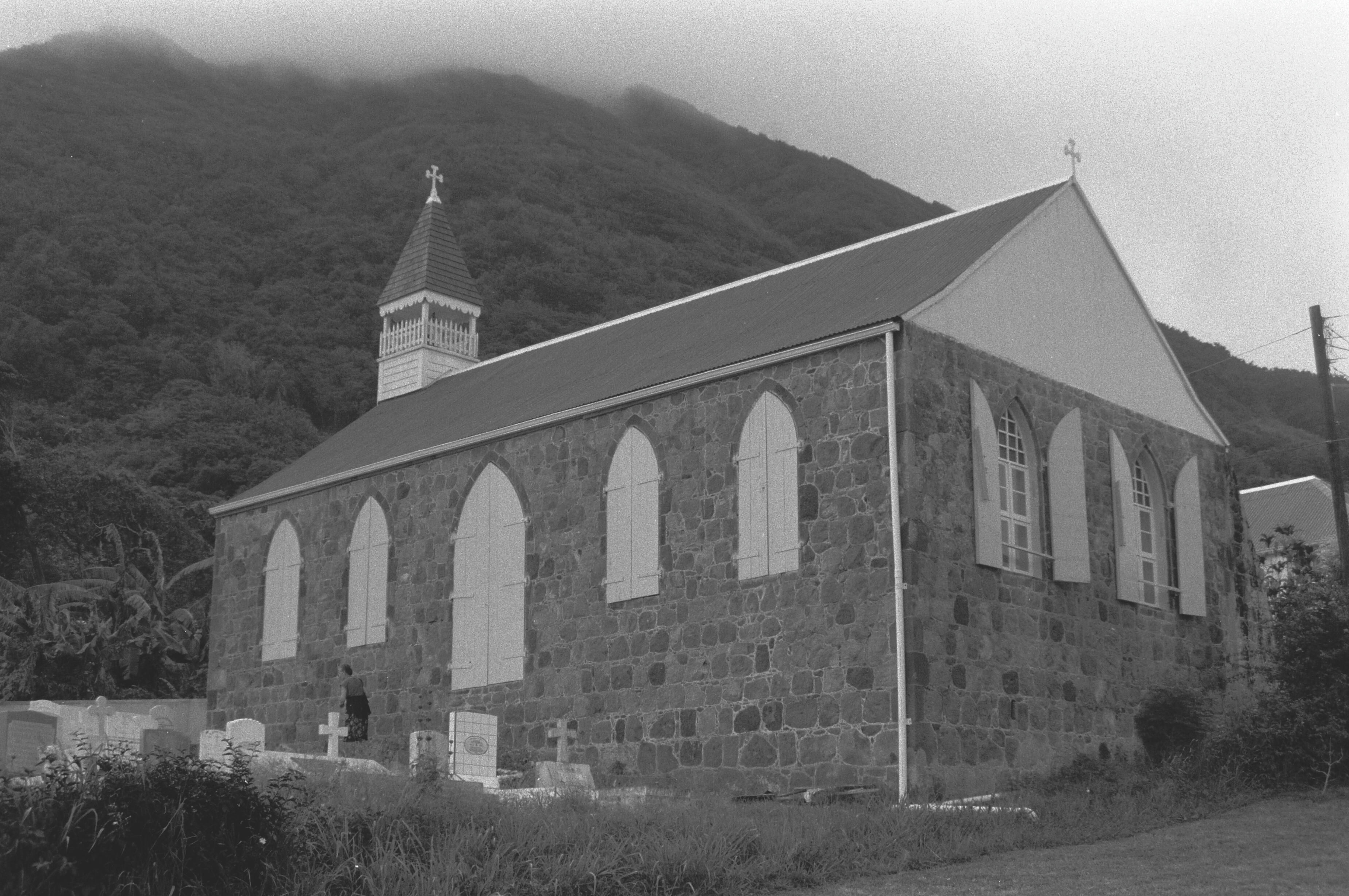
Achterzijde van de kerk in 1966.
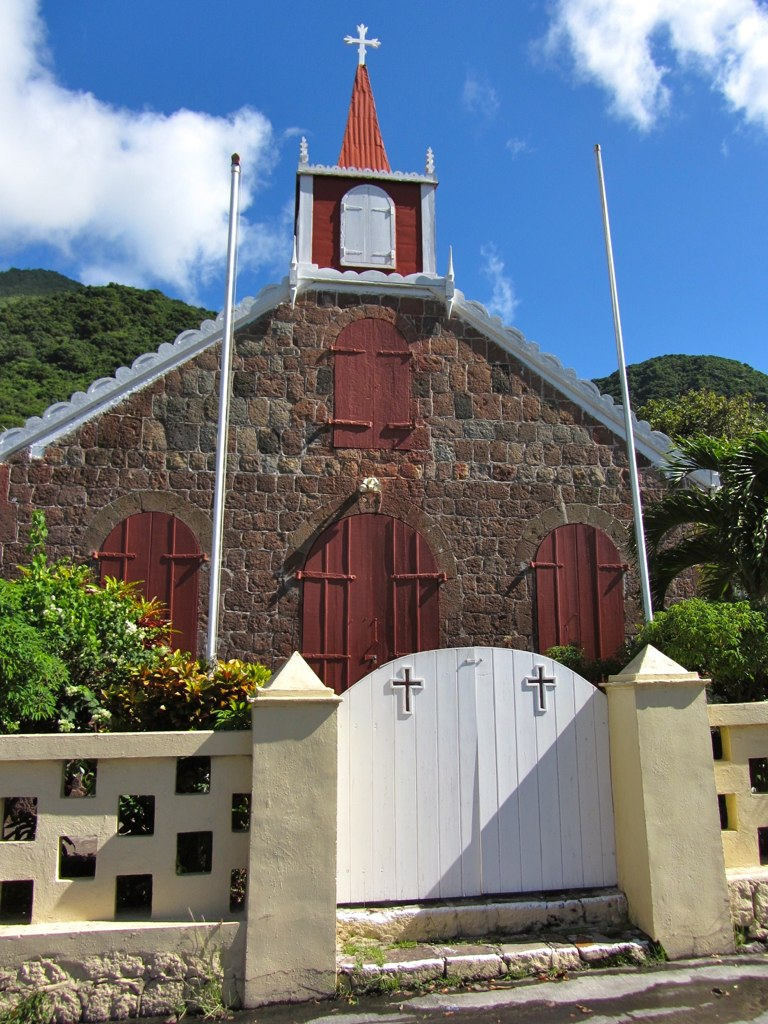
De kerk in 2011.